# سيريلة سيلفية
سيريلة سيلفية (الاسم العلمي: Cyrilla silvae) هي نوع من النباتات تتبع جنس السيريلة من فصيلة السيريلية.